# Premio Brage
Il Premio Brage (Brageprisen) e un riconoscimento assegnato annualmente alle migliori opere letterarie norvegesi.
Istituito nel 1992 e amministrato dalla "Norwegian Book Prize", prende il nome dalla divinità Bragi, che nella mitologia norrena è dio della poesia e della musica.
Si articola in 4 categorie: narrativa, letteratura per l'infanzia, saggistica e open class alle quali si aggiunge un premio onorario alla carriera.
A ciascun vincitore è assegnato un premio di 75000 corone oltre ad una statuetta realizzata dallo scultore Børre Larsen.

## Narrativa
- 1992 – Karsten Alnæs per Trollbyen
- 1993 – Øystein Lønn per Thranes metode
- 1994 – Sigmund Mjelve per Område aldri fastlagt
- 1995 – Ingvar Ambjørnsen per Fugledansen
- 1996 – Bergljot Hobæk Haff per Skammen
- 1997 – Liv Køltzow per Verden forsvinner
- 1998 – Kjartan Fløgstad per Kron og mynt
- 1999 – Frode Grytten per Bikubesong
- 2000 – Per Petterson per I kjølvannet
- 2001 – Lars Saabye Christensen per Halvbroren
- 2002 – Niels Fredrik Dahl per På vei til en venn
- 2003 – Inger Elisabeth Hansen per Trask
- 2004 – Hanne Ørstavik per Presten
- 2005 – Marita Fossum per Forestill deg
- 2006 – Dag Solstad per Armand V. Fotnoter til en uutgravd roman
- 2007 – Carl Frode Tiller per Innsirkling
- 2008 – Per Petterson per Jeg forbanner tidens elv
- 2009 – Karl Ove Knausgård per Min Kamp. Første bind
- 2010 - Gaute Heivoll per Før jeg brenner ned
- 2011 - Tomas Espedal per Imot naturen
- 2012 - Lars Amund Vaage per Syngja
- 2013 - Ruth Lillegraven per Urd
- 2014 - Rune Christiansen per Ensomheten i Lydia Ernemans liv
- 2015 - Lars Saabye Christensen per Magnet[5]
- 2016 – Monica Isakstuen per Vær snill med dyrene
- 2017 – Olaug Nilssen per Tung tids tale
- 2018 – Tore Kvæven per Når landet mørknar
- 2019 - Nina Lykke per Full spredning
- 2020 - Beate Grimsrud per Jeg foreslår at vi våkner
- 2021 - Jon Fosse per Eit nytt namn[6]

## Narrativa per ragazzi
- 1992 – Ragnar Hovland per Ein motorsykkel i natta
- 1993 – Torill Eide per Skjulte ærend
- 1994 – Klaus Hagerup per Markus og Diana. Lyset fra Sirius
- 1995 – Liv Marie Austrem e Akin Düzakin per Tvillingbror
- 1996 – Eirik Newth per Jakten på sannheten
- 1997 – Harald Rosenløw Eeg per Vrengt
- 1998 – Stein Erik Lunde per Eggg
- 1999 – Erna Osland per Salamanderryttaren
- 2000 – Rune Belsvik per Ein naken gut
- 2001 – Anne B. Ragde per Biografien om Sigrid Undset. Ogsaa en ung Pige
- 2002 – Gro Dahle e Svein Nyhus per Snill
- 2003 – Helga Gunerius Eriksen e Gry Moursund per Flugepapir
- 2004 – Harald Rosenløw Eeg per Yatzy
- 2005 – Arne Svingen per Svart elfenben
- 2006 – Stian Hole per Garmanns sommer
- 2007 – Linn T. Sunne per Happy
- 2008 – Johan Harstad per Darlah - 172 timer på månen
- 2009 – Maria Parr per Tonje Glimmerdal
- 2010 – Hilde Kvalvaag per Fengsla
- 2011 – Inga Sætre per Fallteknikk
- 2012 - Kari Stai per Jakob og Neikob. Tjuven slår tilbake
- 2013 - Brynjulf Jung Tjønn per Så vakker du er
- 2014 - Annette Münch per Badboy: Steroid
- 2015 - Torun Lian e Øyvind Torseter per Reserveprinsesse Andersen
- 2016 – Anders N. Kvammen per Ungdomsskolen
- 2017 – Maria Parr per Keeperen og havet
- 2018 – Anna Fiske per Elven[7]
- 2019 - Ane Barmen per Draumar betyr ingenting
- 2020 - Jenny Jordahl per Hva skjedde egentlig med deg?
- 2021 - Erlen Skjetne per Eit anna blikk

## Saggistica
- 1992 – Arne Forsgren per Rockleksikon
- 1993 – Trond Berg Eriksen per Reisen gjennom helvete. Dantes inferno
- 1994 – Einar-Arne Drivenes, Marit Anne Hauan e Helge A. Wold per Nordnorsk kulturhistorie
- 1995 – Espen Dietrichs e Leif Gjerstad per Vår fantastiske hjerne
- 1996 – Arild Stubhaug per Et foranskutt lyn. Niels Henrik Abel og hans tid
- 1997 – Anne Wichstrøm per Kvinneliv, kunstnerliv. Kvinnelige malere i Nørge før 1900
- 1998 – Leif Ryvarden e Klaus Høiland per Er det liv, er det sopp
- 1999 – Torbjørn Færøvik per India – Stevnemøte med skjebnen
- 2000 – Johan Galtung per Johan uten land. På fredsveien gjennom verden
- 2001 – Atle Næss per Da jorden stod stille – Galileo Galilei og hans tid
- 2002 – Ivo de Figueiredo per Fri mann: Johan Bernhard Hjort en dannelsesreise
- 2003 – Knut Kjeldstadli per Norsk innvandringshistorie I–III
- 2004 – Tor Bomann-Larsen per Folket. Haakon & Maud II
- 2005 – Odd Karsten Tveit per Krig og diplomati. Oslo–Jerusalem 1978–1996
- 2006 – Bent Sofus Tranøy per Markedets makt over sinnene
- 2007 – Frank Rossavik per Stikk i strid. Ein biografi om Einar Førde
- 2008 – Bjørn Westlie per Fars krig
- 2009 – Kjetil Stensvik Østli per Politi og røver
- 2010 – Tone Huse per Tøyengata - et nyriktstykke Norge
- 2011 – Simen Ekern per Roma. Nye fascister, røde terrorister og drømmen om det søte liv
- 2012 – Torbjørn Færøvik per Maos rike. En lidelseshistorie
- 2013 - Steffen Kværneland per Munch
- 2014 - Marte Michelet per Den største forbrytelsen
- 2015 - Morten A. Strøksnes per Il libro del mare (Havboka)
- 2016 – Åsne Seierstad per To søstre
- 2017 – Thomas Reinertsen Berg per Verdensteater
- 2018 – Helene Uri per Hvem sa hva?
- 2019 - Torgrim Eggen per Axel. Fra smokken til Ovnen
- 2020 - Dag O. Hessen per Verden på vippepunktet
- 2021 - Lena Lindgren per Ekko. Et essay om algoritmer om begjær

## Open class
- 1996 – Sven Kærup Bjørneboe per Jerusalem, en sentimental reise
- 1997 – Liv Marie Austrem e Akin Düzakin perTvillingsøster
- 1998 – Christian Rugstad per la traduzione di The Year of the Death of Ricardo Reis di José Saramago
- 1999 – Anders Heger per Mykle. Et diktet liv
- 2000 – Karin Fossum per Elskede Poona
- 2001 – Annie Riis per Himmel av stål
- 2002 – Synne Sun Løes per Å spise blomster til frokost
- 2003 – Torbjørn Færøvik per Kina. En reise på livets elv
- 2004 – Arne Lygre per Tid inne
- 2005 – John Arne Sæterøy per La meg vise deg noe…
- 2006 – Kathinka Blichfeldt, Tor Gunnar Heggem e Ellen Larsen per Kontekst. Basisbok i norsk for ungdomstrinneet
- 2007 – Jon Ewo e Bjørn Ousland per Fortellingen om et mulig drap
- 2008 – Øyvind Rimbereid per Herbarium
- 2009 – Bjørn Alex Herrman per la traduzione di Moby-Dick di Herman Melville
- 2010 – Stian Hole per Garmanns hemmelighet
- 2011 – Arnhild Skre per Hulda Garborg. Nasjonal strateg
- 2012 – Linn T. Sunne per Lille Ekorn
- 2013 - Yann de Caprona per Norsk etymologisk ordbok
- 2014 - Ingvild H. Rishøi per Vinternoveller
- 2015 - Kjell Ola Dahl per Kureren
- 2016 – Gudny Ingebjørg Hagen e Malgorzata Piotrowska per Fest og feiring
- 2017 – Cecilie Løveid per Vandreutstillinger
- 2018 – Anja Røyne per Menneskets grunnstoffer
- 2019 - Martin Ernstsen per Sult
- 2020 - Thomas Horne per Den store klimaguiden
- 2021 – Mariangela di Fiore e Cathrine Trønnes Lie per Søstre. Min historie etter Utøya

## Premio onorario
- 1992 – Sigmund Skard
- 1993
- 1994 – Halldis Moren Vesaas
- 1995 – Anne-Cath. Vestly
- 1996 – Kjell Askildsen
- 1997 – Jan Erik Vold
- 1998 – Dag Solstad
- 1999 – Kjell Aukrust
- 2000 – Eldrid Lunden
- 2001 – Jon Bing
- 2002 – Jostein Gaarder
- 2003 – Karsten Alnæs
- 2004 – NORLA
- 2005 – Jon Fosse
- 2006 – Kari e Kjell Risvik
- 2007 – Guri Vesaas
- 2008 – Kjartan Fløgstad
- 2009 – Tor Åge Bringsværd
- 2010 – Herbjørg Wassmo
- 2011 – Kolbein Falkeid
- 2012 – Knut Faldbakken
- 2013 - The Norwegian Public Libraries
- 2014 - Vigdis Hjorth
- 2015 - Einar Økland
- 2016 – Elisabeth Aasen
- 2017 – Kari Grossmann
- 2018 – Klaus Hagerup
- 2019 - Edvard Hoem
- 2020 - Dag O. Hessen
- 2021 - Liv Køltzow

## Premi non più assegnati

### Libri di testo
- 1992 – Askeland m.fl. per Soria Moria
- 1993 – Tore Linné Eriksen per Norge og verden fra 1850–1940
- 1994 – Benestad m.fl. per Tallenes tale – Matematikk for 5 timers grunnkurs
- 1995 – Astrid Carlson, Svein Olav Drangeid e Truls Lind per Humanbiologi

### Poesia
- 1992 – Paal-Helge Haugen per Sone 0
- 1993 – Jan Erik Vold per IKKE
- 1995 – Øyvind Berg per Forskjellig

### Libri illustrati
- 1992 – Sissel Solbjørg Bjugn e Fam Ekman per Jente i bitar
- 1993 – Else Færden e Sissel Gjersum per Garnnøstet som forsvant

### Letteratura generale
- 1992 – Ida Blom per Cappelens kvinnehistorie
- 1993 – Tordis Ørjasæter per Menneskenes hjerte. Sigrid Undset - en